# Eduard Asadov
Eduard Arkadievici Asadov (în rusă Эдуа́рд Арка́дьевич Аса́дов; n. 7 septembrie 1923, Merv, Turkmenistan – d. 21 aprilie 2004, Odințovo, Moscova, Rusia) a fost un poet și prozator rus de origine armeană.